# Минерва
 Тази статия е за римската богиня.  За марката автомобили вижте Минерва (автомобил).  За хотела в Солун вижте Минерва (хотел в Солун).
Минерва е дъщеря на Юпитер, древноримска девствена богиня на мъдростта и войната за благородна кауза, покровителка на занаятите, изкуствата и науките, почитана още като Медика (Лечителка). Смята се за закрилничка на жените.
Обикновено е изобразявана в доспехи, с шлем, щит и копие в ръка. Съответства на древногръцката богиня Атина и етруската богиня Менрва. В римските провинции в Британия и Галия е отъждествявана с богините Сул и Сулевия.
Като покровителка на град Рим, Минерва е почитана на Капитолийския хълм („Капитолийска Минерва“), като част от Капитолийската триада заедно с Юнона и Юпитер. Нейният храм на хълма Авентин („Авентинска Минерва“) е средище на професионалните сдружения на лекарите, занаятчиите, писарите, учителите, артистите и др. Колегията на учителите и артистите е създадена през 207 г. пр.н.е. по настояване на поета и драматурга Ливий Андроник.
Немалко римски пълководци са принасяли дарове, жертвоприношения или посвещения след своите знаменателни победи. Така например Луций Емилий Павел Македоник изгаря част от трофеите след покоряването на Македония, Помпей Велики ѝ издига храм на Марсово поле, както и Октавиан Август след победата си при Акциум.
В нейна чест се празнуват празниците Квинкватрии (Quinquatria), които се делят на Големи квинкватрии (от 19 до 23 март) и Малки квинкватрии (13 юни).
В чест на богинята е наречен астероидът 93 Минерва.
- Глава на Минерва, намерена в руините на римска баня
- Минерва в двореца Нимфенбург, Мюнхен